# Thelypteris leveillei
Thelypteris leveillei là một loài thực vật có mạch trong họ Thelypteridaceae. Loài này được (H. Christ) C.M. Kuo miêu tả khoa học đầu tiên năm 1985.